# Pandisus indicus
Pandisus indicus is een spinnensoort uit de familie springspinnen (Salticidae). De soort komt voor in India.